# Csorna
Csorna là một thành phố thuộc hạt Győr-Moson-Sopron, Hungary. Thành phố này có diện tích 91,73 km², dân số năm 2010 là 10663 người, mật độ 116 người/km².